# Northport (Maine)
Northport és una població dels Estats Units a l'estat de Maine (EUA). Segons el cens del 2000 tenia 1.331 habitants.

## Demografia
Segons el cens del 2000, Northport tenia 1.331 habitants, 566 habitatges, i 369 famílies. La densitat de població era de 21,7 habitants/km².
Dels 566 habitatges en un 26% hi vivien nens de menys de 18 anys, en un 54,1% hi vivien parelles casades, en un 7,1% dones solteres, i en un 34,8% no eren unitats familiars. En el 27,4% dels habitatges hi vivien persones soles el 10,2% de les quals corresponia a persones de 65 anys o més que vivien soles. El nombre mitjà de persones vivint en cada habitatge era de 2,35 i el nombre mitjà de persones que vivien en cada família era de 2,83.
Per edats la població es repartia de la següent manera: un 21,9% tenia menys de 18 anys, un 4,7% entre 18 i 24, un 26,7% entre 25 i 44, un 31,5% de 45 a 60 i un 15,2% 65 anys o més.
L'edat mediana era de 43 anys. Per cada 100 dones de 18 o més anys hi havia 91,7 homes.
La renda mediana per habitatge era de 39.435 $ i la renda mediana per família de 45.000 $. Els homes tenien una renda mediana de 31.193 $ mentre que les dones 26.875 $. La renda per capita de la població era de 21.438 $. Entorn del 6% de les famílies i l'11,5% de la població estaven per davall del llindar de pobresa.